# وانق سفلي
وانق سفلي هي قرية في مقاطعة سراب، إيران. عدد سكان هذه القرية هو 252 في سنة 2006.